# سليلة قولونية مستقيمية
البوليبات القولونية هي كتل صغيرة من الخلايا تتشكل في بطانة القولون. على الرغم من أن أغلب البوليبات الكولونية غير مؤذية إلا أن بعضها قد يصبح سرطانيا مع الوقت.
قد تتطور البوليبات الكولونية عند أي شخص. ولكن يكون المريض في خطر كبير في حال كان عمره 50 سنة فما فوق، أو كان بدينا أو مدخنا أو يتناول غذاء عالي الدهن قليل الألياف، أو كان لديه قصة شخصية أو عائلية للإصابة بالبوليبات الكولونية أو سرطان المستقيم.
لا تسبب البوليبات الكولونية أعراضا عادة. و لهذا يُفضل المراقبة المنتظمة. حيث يمكن إزالة البوليبات الكولونية التي توجد بمراحلها الباكرة بأمان وبشكل كامل. تفيد الاختبارات المسحية بتجنب سرطان الكولون والذي يعتبر مرضاَ شائعاَ ويكون قاتلا غالبا إذا وجد بمراحله الأخيرة.

## الأعراض
يتراوح حجم البوليبات الكولونية ما بين أصغر من حبة البازلاء إلى حجم كرة الغولف. ونادرا ما تسبب البوليبات الكولونية الصغيرة أية مشاكل. حيث قد لا يُعرف بوجودها حتى يجدها الطبيب صدفة أثناء فحص الأمعاء. في بعض الأحيان قد يكون هناك علامات وأعراض مثل :
- النزف المستقيمي. قد يلاحظ المريض وجود دم أحمر فاتح على ورق الحمام بعد التغوط. على الرغم من أن ذلك قد يكون علامة لبوليبات الكولون أو سرطان الكولون، قد يشير النزف المستقيمي إلى حالات أخرى مثل البواسير أو الشقوق الشرجية يجب مناقشة أي نزف مستقيمي مع الطبيب.
- وجود دم في البراز . قد يظهر الدم على شكل شرائط حمراء في البراز أو يجعل البراز بلون أسود. قد لا يشير التغير في لون البراز إلى مشكلة دائما – يمكن لمستحضرات الحديد وبعض الأدوية المضادة للإسهال أن تجعل البراز أسودا، بينما يجعل الشمندر والعرق سوس البراز بلون أحمر.
- الإمساك والإسهال أو البراز الشريطي. قد يشير التغير في عادات التغوط الذي يستمر أكثر من أسبوع إلى وجود بوليب كولوني كبير. و لكنه قد ينتج عن عدة حالات أخرى أيضا.
- الألم أو الانسداد. قد يسبب البوليب الكبير في بعض الأحيان انسداد جزئي للأمعاء، ويؤدي ذلك إلى ألم بطني تشنجي والغثيان والإقياء والإمساك الشديد.

يجب مراجعة الطبيب في حال ملاحظة الأعراض التالية:
1. الألم البطني.
2. وجود دم في البراز.
3. تغير في عادات التغوط لأكثر من أسبوع.

يجب إجراء مسح منتظم لكشف البوليبات إذا :
1. كان العمر 50 سنة أو أكثر
2. وجود عوامل خطورة، كالقصة العائلية لسرطان الكولون – في بعض الحالات الفردية ذات خطورة عالية يجب البدء بالمسح في سن اصغر من 50 سنة.

## الأسباب
يمتد الجهاز الهضمي من الفم إلى الشرج. و يتم تحطيم المواد الغذائية خلال عبور الطعام هذه المسافة (9 أمتار) لشكل يمكن امتصاصه بواسطة الجسم ويتم استخدامه لبناء الخلايا وإنتاج الطاقة.
إن الجزء الأخير من الطريق الهضمي هو أنبوب عضلي طويل يدعى بالأمعاء الغليظة. يشكل الكولون أول 1-2 متر من الأمعاء الغليظة، ويشكل المستقيم الـ 20 – 25 الأخيرة.
وظيفة الكولون الأساسية هي امتصاص الماء والملح والمعادن الأخرى من محتويات القولون. يخزن المستقيم الضائعات إلى أن يتم طرحها خارج الجسم.
تكون أغلب البوليبات غير سرطانية (غير خبيثة) . ومثل كل السرطانات، تنتج البوليبات عن نمو غير طبيعي للخلية. تنمو الخلايا السليمة وتنقسم بشكل منتظم- وهي عملية التي تتم السيطرة عليها من مجموعتين واسعتين من الجينات. قد تسبب أي طفرة في هذه الجينات استمرار انقسام الخلايا حتى عند عدم الحاجة لخلايا جديدة. يمكن أن يسبب هذا النمو غير المنتظم تشكل البوليبات في الكولون والمستقيم. قد تصبح بعض هذه البوليبات خبيثة على مدى فترة طويلة من الزمن.
يمكن أن تتطور البوليبات في أي مكان من الأمعاء الغليظة. يمكن أن تكون صغيرة أو كبيرة ومسطحة (لاطئة) أو على شكل فطر وتعلق على ساق (مسوقة) . لا تميل البوليبات الصغيرة والتي تكون على شكل فطر لأن تصبح خبيثة مقارنة مع اللاطئة أو الكبيرة. بشكل عام، كلما كبر البوليب، كلما زاد احتمال الإصابة بالسرطان.

### أنواع البوليبات الكولونية
هناك ثلاثة أنواع رئيسية من البوليبات الكولونية:
- الغدومية : يندرج حوالي الثلثين من جميع البوليبات تحت هذه الفئة. على الرغم من أن نسبة صغيرة فقط من هذه البوليبات تصبح سرطانية إلا أن جميع البوليبات الخبيثة تكون غدومية تقريبا.
- مفرطة التنسج:معظم البوليبات الباقية تكون من نوع مفرط التنسج. تحدث هذه البوليبات غالبا في الكولون الأيسر ( النازل) والمستقيم. عادة ما يكون حجمها أقل من (5 ملم)، و من النادر جدا أن تكون خبيثة.
- البوليبات الالتهابية:يمكن البوليبات أن تتبع نوبة من التهاب الكولون التقرحي أو داء كرون في الكولون. يزيد التهاب الكولون التقرحي وداء كرون خطر الإصابة بسرطان الكولون عموما على الرغم من أن البوليبات الالتهابية في حد ذاتها لا تشكل تهديدا كبيرا.

#### عوامل تسهم في نشوء البوليبات
هناك عدة عوامل تسهم في نشوء البوليبات الكولونية وسرطان القولون. تشمل هذه العوامل:
- السن:الغالبية العظمى من الناس الذين يشكون من سرطان الكولون يكونون بعمر 50 سنة أو أكثر. يبدأ الخطر بالازدياد عموما حوالي سن 40.
- حالات الالتهابات المعوية. يمكن لأمراض الكولون الالتهابية المزمنة، مثل التهاب الكولون التقرحي وداء كرون أن تزيد خطر الإصابة.
- القصة العائلية:يكون الشخص أكثر عرضة لتطور سرطان الكولون أو البوليبات في حال وجود إصابة عند أحد الوالدين، الأخوة أو الأطفال. يزداد الخطر في حال إصابة العديد من أفراد العائلة . لا يكون الرابط في بعض الحالات وراثيا أو جينيا. على سبيل المثال، يمكن أن يحدث السرطان ضمن العائلة الواحدة نتيجة التعرض المشترك للمادة المسببة للسرطان (المسرطنة) في البيئة أو من النظام الغذائي المتشابه أو عوامل نمط الحياة.
- التدخين والكحول: يزيد التدخين من خطر الإصابة بسرطان الكولون والبوليبات الكولونية بشكل واضح. يتطور سرطان الكولون لدى المدخنين أكثر بـ 20% من غير المدخنين. يزداد خطر تطور البوليبات الكولونية عند تناول الكحول بكميات كبيرة وخاصة البيرة. يزداد الخطر بشكل أكبر في حال التدخين وتناول الكحول في آن واحد.
- نمط الحياة الخالي من النشاط: في حال كان المريض خمولا، فانه يملك خطرا أكبر لحدوث سرطان الكولون. قد يكون بقاء الفضلات في الكولون لمدة أطول السبب في ذلك في حال الخمول.
- الوزن:ترتبط زيادة الوزن والسمنة بزيادة خطر حدوث أنماط مختلفة من السرطان، متضمنا سرطان الكولون.
- العرق:يكون السود أو اليهود الأشكناز من أوروبا الشرقية أكثر عرضة للإصابة بسرطان القولون.

تكون الطفرات الجينية عامل خطر آخر للإصابة بالبوليبات الكولونية. تحدث نسبة قليلة من سرطانات الكولون بالطفرات الجينية. بعض هذه السرطانات تكون بشكل جسمي قاهر، مما يعني أن هناك حاجة إلى وراثة جين معيب واحد فقط من أي من الوالدين. يكون لدى الشخص فرصة 50 % لوراثة الطفرات إذا كان أحد الوالدين لديه الجين المصاب بطفرة. ليس من الضروري أن يتطور السرطان لدى حامل الجين المعيب على الرغم من أن وراثة الجينات المعيبة يزيد الخطر بشكل كبير.
- داء البوليبات العائلي: هو اضطراب وراثي نادر يسبب تطور مئات وحتى آلاف من البوليبات في بطانة الكولون ويبدأ خلال سن المراهقة. يكون خطر تطور السرطان في هذا المرض حوالي 100 % حولي سن ال40 في حال عدم العلاج. يمكن أن تساعد الفحوصات الجينية في تحديد إذا كان الشخص في خطر للإصابة بهذا الداء. يتعرض مرضى داء البوليبات العائلي لخطر للإصابة بسرطان الأمعاء الدقيقة وخاصة في العفج
- متلازمة غاردنر:هي متلازمة أقل شيوعا من داء البوليبات العائلي ومختلفة عنه. تسبب هذه الحالة تطور البوليبات في الكولون والأمعاء الدقيقة. قد يحدث تطور لأورام في أجزاء أخرى من الجسم أيضا، متضمنا البشرة (الكيسات الدهنية والأورام الشحمية)، العظم (الأورام العظمية السليمة) و البطن (الأورام الرباطية).
- داء البوليبات المرتبط ب MYH

هي حالة وراثية مشابهة لداء البوليبات العائلي. يتطور لدى المرضى عدة بوليبات غدومية وسرطان الكولون بعمر الشباب، كعمر العشرينات. إن هذا المرض هو مرض مكتشف حديثا وهناك حاجة لمعرفته بشكل أوضح. يمكن للفحوصات الجينية أن تساعد في تحديد خطر الإصابة بهذا المرض الذي يحدث بسبب طفرات في جين الـ MYH
- متلازمة لينش: تكون هذه الحالة والتي تسمى أيضا بسرطان الكولون والمستقيم اللابوليبي الوراثي الشكل الأكثر شيوعا لسرطان الكولون الوراثي.

يميل الأشخاص الذين يعانون من متلازمة لينش إلى تطوير بوليبات كولونية قليلة نسبيا، ولكن يمكن لهذه البوليبات الكولونية أن تصبح خبيثة بسرعة. أو قد يعاني الأشخاص الذين لديهم متلازمة لينش من أورام في الأجهزة الأخرى، بما في ذلك سرطان الثدي والمعدة والأمعاء الدقيقة والمسالك البولية والمبيض، وكذلك في الكولون.
- متلازمة بويتز- ييغرز: تبدأ هذه الحالة الوراثية عادة مع ظهور النمش في جميع أنحاء الجسم، بما في ذلك اللثة والشفتين والقدمين. ثم تتطور البوليبات في جميع أنحاء الأمعاء. ويمكن لهذه البوليبات أن تتحول إلى أورام خبيثة، لذلك يزداد خطر الإصابة بسرطان الكولون في هؤلاء الناس.

## المضاعفات
قد تصبح بعض البوليبات سرطانية (خبيثة)، و يعني ذلك إمكانية تطور سرطان الكولون. يقل احتمال تحول البوليبات للخباثة كلما كان استئصالها باكرا.

## العلاج
على الرغم من أن بعض أنواع البوليبات الكولونية مرجحة أن تصبح خبيثة أكثر من البوليبات الأخرى، يجب أن يفحص طبيب التشريح المرضي نسيج البوليب عادة تحت المجهر لتحديد احتمال أن تكون سرطانية. لهذا السبب، يقوم الطبيب بإزالة كل البوليبات المكتشفة خلال فحص الأمعاء.
يمكن إزالة أغلب البوليبات خلال تنظير الكولون أو تنظير السيني باصطيادها بحلقة سلكية والتي تقوم بقطع سويقة البوليب وتخثير قاعدته معا لمنع النزف. يمكن تخثير بعض البوليبات الصغيرة أو حرقها بأداة كهربائية. تتضمن مخاطر استئصال البوليب النزف وانثقاب الكولون.
يتم الاستئصال الجراحي البوليبات الكبيرة جدا والتي لا يمكن اصطيادها أو الوصول إليها بأمان، وغالبا باستخدام تقنية تنظير البطن. يقوم الجراح في هذا الإجراء بالعمل الجراحي عبر عدة جروح صغيرة في جدار البطن، ويقوم بإدخال الأدوات مع كاميرا تعرض الكولون على الشاشة. قد تؤدي الجراحة التنظيرية إلى شفاء اسرع وألم أقل من الجراحة التقليدية باستخدام جرح واحد كبير.
لا ينكس البوليب عند استئصال الجزء الحاوي له من الكولون، ولكن تكون هناك فرصة معتدلة لتطور بوليبات جديدة في مناطق أخرى من الكولون في المستقبل. لهذا السبب، تكون المتابعة مهمة للغاية.
تقوم بعض المراكز الطبية المتخصصة باستئصال الغشاء المخاطي بالتنظير لإزالة البوليبات الكبيرة بمنظار الكولون. في هذه التقنية الحديثة، يتم حقن السائل، مثل السيروم الملحي، تحت البوليب لرفع وعزل البوليب عن الأنسجة المحيطة. هذا يجعل استئصال البوليبات الكبيرة سهلا . يمكن تجنب الجراحة بهذا الإجراء، ولكن قد يكون معدل المضاعفات أعلى.
في حالات المتلازمات النادرة والوراثية، مثل داء البوليبات الغدومية العائلي، قد يقوم الجراح بإجراء عملية باستئصال الكولون والمستقيم بشكل كامل (استئصال الكولون والمستقيم التام).
ثم يتم صناعة جيب من نهاية الأمعاء الدقيقة (اللفائفي) الذي يتم وصله مباشرة بالشرج. وهو إجراء يعرف باسم مفاغرة الجيب اللفائفي على الشرج. يسمح هذا بطرد الفضلات بشكل طبيعي، على الرغم من حدوث اسهالات لاحقا.

## الإنذار
غير متوفر

## مصدر
http://www.epharmapedia.com